# 血栓素B2
血栓素B2是血栓素A2的一種不活躍的產物，不像血栓素A2，其對血小板激活及血小板聚集沒有影響。